# فريدريك نيوتن
فريدريك نيوتن (بالإنجليزية: Frederick Newton)‏ (16 سبتمبر 1890 في المملكة المتحدة - 8 أغسطس 1924 في المملكة المتحدة) هو لاعب كريكت بريطاني (وحمل سابقاً جنسية المملكة المتحدة لبريطانيا العظمى وأيرلندا). لعب مع نادي مقاطعة ديربيشاير للكريكت ‏.